# 弗拉塔马焦雷
弗拉塔马焦雷（義大利語：Frattamaggiore），是意大利那不勒斯省的一个市镇。总面积5.32平方公里，人口30293人，人口密度5694.2人/平方公里（2009年）。ISTAT代码为063032。